# Union sportive royenne
L'Union sportive royenne est un club de football français fondé en 1928. Il disparait en 2010 en fusionnant avec le Sporting Club de Noyon pour former l'Union sportive Roye-Noyon.

## Historique
L'US royenne est devenue championne de Picardie en 2001.
Le club a disputé le championnat National (D3) en 2004-2005. Jean-Guy Wallemme en a été l'entraîneur. 
Lors de la saison 2008-2009, le club obtient son maintien en CFA2 en s'imposant 1-0 à Arras dans les dernières minutes grâce à un but de Jacques Tenawa, qui avait alimenté la polémique tout l'hiver pour une affaire de sans-papier. Sa situation a été régularisée mais le club de Sens a fait appel et obtenu que le match en Bourgogne soit rejoué.
Le club a été sacré champion de CFA 2 une fois (saison 2002-2003).

## Entraîneurs
- 2002-janv. 2005 :  Olivier Meurillon
- 2004-2006 :  Jacques Castellan
- 2005-2007 :  Jean-Guy Wallemme

## Anciens joueurs
- Amara Diané
- Zahir Zerdab
- Aurélien Boche
- Gildas Dambeti
- Cyrille Merville
- Yoann Strippoli
- Thierry Steinmetz
- Matthieu Verschuère

## Palmarès
- Champion DH Picardie : 2001.
- Champion de France de CFA (Groupe A): 2004.
- Champion de France de CFA 2 : 2003.